# مدرسه المستنصریه

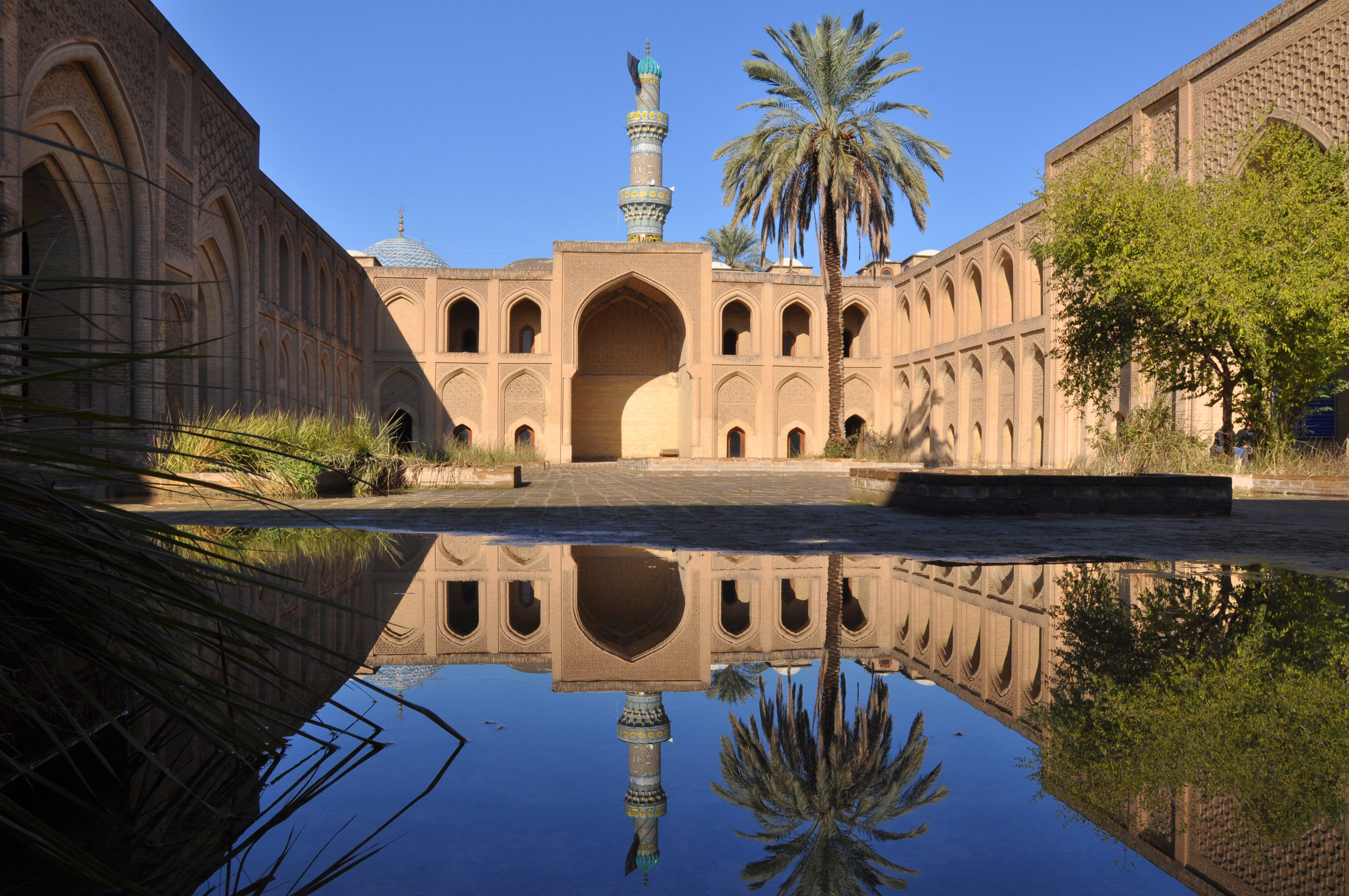

مدرسه المستنصریه (عربی: المدرسة المستنصرية) مدرسه قدیمی است که در زمان دولت و حکومت عباسیان در بغداد در سال ۱۲۳۳ به‌دست خلیفه مستنصر عباسی ساخته و تأسیس شده‌است، این مدرسه در قدیم مرکز علمی و ادبی مهمی بوده‌است، این مدرسه در سمت الرصافه در بغداد واقع شده‌است.

## معماری

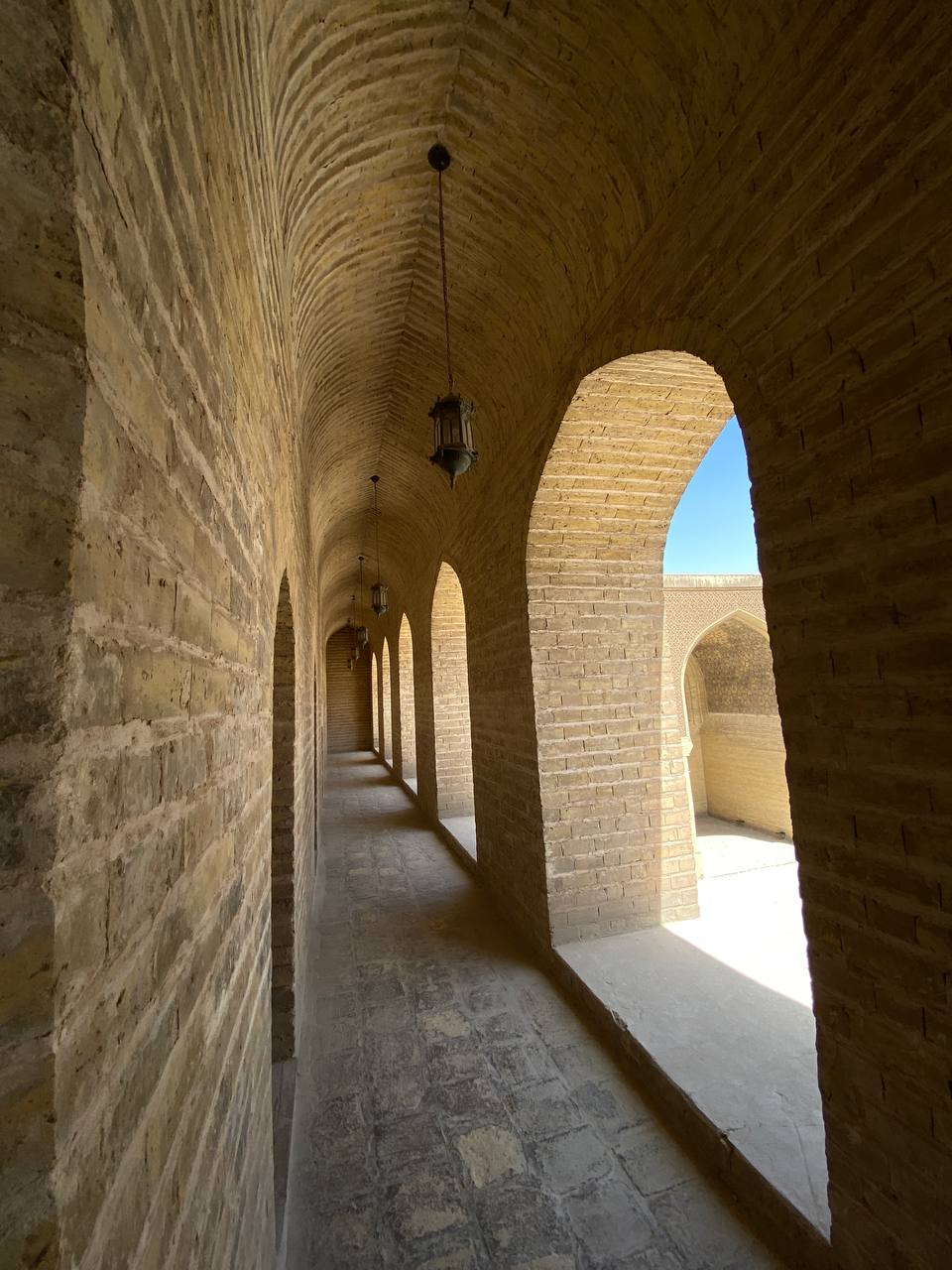
راهروهای مدرسه مستنصریه

مدرسه المستنصریه در یک زمین به مساحت ۴۸۳۶ مترمربع که بر دجله مشرف می‌باشد و درکنار دارالخلافه و قصر آن و همچنین در نزدیکی مدرسه النظامیه در بغداد ساخته شده‌است، در وسط این مدرسه ساعت مدرسه المستنصریه قرار دارد، این ساعت عجیب، بیانگر پیشرفت علم در نزد عرب در آن برهه از زمان می‌باشد، این ساعت زمان‌های نماز را در طول بیست و چهار ساعت اعلام می‌کند. این مدرسه دو طبقه می‌باشد که در این دو طبقه ۱۰۰ اتاق کوچک و بزرگ به‌علاوه تعداد زیادی ایوان و سالن بزرگ قرار دارد.

## کتابخانه
کتابخانه مدرسه دارای تعداد زیادی کتاب‌های نفیس و کمیاب بوده که تعداد آنها بالغ بر ۴۵۰ هزار جلد می‌باشد و به‌عنوان یک مرجع در اختیار دانشجویان قرار داشته‌است. کما اینکه بسیاری از علما و دانشمندان در طول دو قرن به این کتابخانه تردد داشتند و از گنجینه‌های علمی و ادبی این کتابخانه فیض و سود بردند. خلیفه عباسی تعداد ۸۰ هزار جلد از نفیس‌ترین کتاب‌ها را در زمینه‌های مختلف علمی و ادبی و در رسته‌های مختلف به این کتابخانه منتقل کرد.

## چگونگی گزینش دانشجو
این مدرسه از مدرسه‌های مختلف که هر کدام خودشان دارای شهرت بالایی در تدریس در شهرهای عراق و دیگر کشورهای اسلامی مانند اندلس، مصر، قونیه، سرزمین شام، اصفهان و خراسان بودند دانشجو می‌پذیرفت.

## نحوه تدریس
در این مدرسه به تدریس علوم مختلف تقلیدی و عقلی به‌صورت کم سابقه‌ای در آن برهه از زمان عنایت و توجه شد، مدت تدریس در این مدرسه ده سال بود که شامل فراگیری قرآن، سنت پیامبر، آیین‌ها و روش‌های فقهی، نحو و دستور زبان عربی، علم واجبات، زهد و پارسایی، منافع حیوانات، فلسفه، ریاضیات، داروشناسی، پزشکی و علم بهداشت بوده است.
مدرسه المستنصریه اولین دانشگاه اسلامی است که در آن واحد، هر ۴ مذهب اهل تسنن یعنی حنفی، شافعی، مالکی و حنبلی به‌طور همزمان آموزش داده می‌شدند، در صورتی که مدارس و حوزه‌های علمی قدیمی‌تر هر کدام فقط به آموزش یکی از این مذاهب اختصاص داشت. بعد از اتمام تحصیلات به فارغ التحصیلان گواهینامه فارغ‌التحصیلی اعطا می‌شد که بتواند با این گواهینامه در دوایر دولتی در آن زمان استخدام گردد. مدیریت مدرسه المستنصریه از بین بلند مرتبه‌ترین کارمندان دولت برگزیده می‌شد که تعداد زیادی معاون و دستیار داشت که به او در مدیریت مدرسه کمک می‌کردند، در پیشاپیش این دستیاران و معاونین می‌توان منصب ناظم و ناظر را یادآوری نمود، ناظم و ناظر مدرسه کارش نظارت مالی، بازرس مالی و حسابداری بود و امور صندوق مالی را کنترل می‌کرد، علاوه براین تعداد زیادی کارگر و خدمتکار در مدرسه کار می‌کردند که کارشان انجام کارهای معلمان و مدرسان و دانشجویان بود. اولین مدیر در مدرسه المستنصریه عبدالرحمن التکریتی بود که در نهم رجب سال ۶۳۱ هجری قمری برابر با ۱۲۳۳ میلادی این مسئولیت را عهده‌دار شده‌است.
این مدرسه به مدت چهار قرن بعد از تاسیسش از سال ۶۳۱ هجری قمری برابر با ۱۲۳۳ میلادی تا سال ۱۰۴۸ هجری قمری برابر با ۱۶۳۸ میلادی دایر بود و به تعلیم دانشجویان می‌پرداخت، فقط در این مدت در چند مدت کوتاه تحصیل علم در این دانشگاه دچار اختلال شد که اولین آن در زمان حمله مغول‌ها در سال ۶۵۶ هجری قمری برابر با ۱۲۵۸ میلادی به بغداد بود که باعث شد برای مدت کوتاهی تدریس در این دانشگاه تعطیل گردد ولی بعد از مدت کوتاهی مجددا مدرسه المستنصریه بازگشایی شد و بهمان سیاق سابق به تعلیم دانشجویان به مدت یک قرن و نیم بعد از سقوط بغداد بلا انقطاع ادامه یافت.